# Josepha de Escurrechea
Josepha de Escurrechea y Ordanza (Potosí, virreinato del Perú, 20 de octubre de 1736 - 5 de septiembre de 1821) fue una dama de la alta sociedad potosina, autora del único recetario virreinal del que se tiene noticia en el territorio que actualmente corresponde a Bolivia.

## Biografía
Josepha de Escurrechea, condesa de Santa María de Otavi y marquesa de Cayara, nació en Potosí el año 1736 y murió en esa misma ciudad en 1821. Se la considera la autora del recetario más antiguo que se conoce en la actual Bolivia. Hija de Antonio de Escurrechea e Iturburu, caballero de la orden de Santiago y rico azoguero de ascendencia vasca. Heredó de su padre el ingenio Chaca en la ribera de Potosí, administrado por Joaquín José de Otondo Álvarez Monroy Quirós y Santelices (Segovia, 3 de septiembre de 1734-Potosí, 1 de mayo de 1793), quien luego sería su marido. 

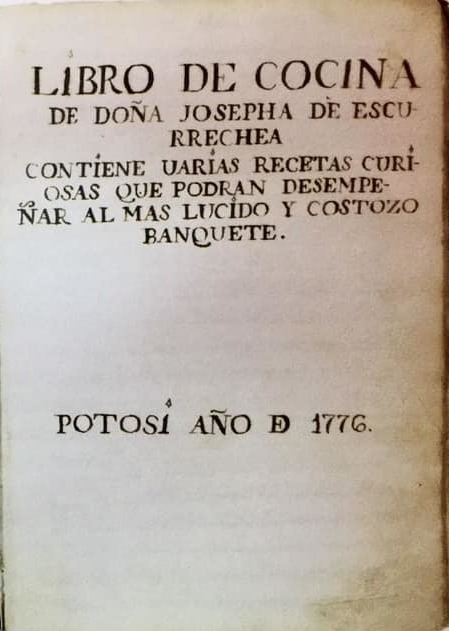
Portada del Libro de cocina de doña Josepha de Escurrechea, Potosí, 1776

Santelices fue nombrado alcalde del Cabildo de Potosí en 1767. Es en este contexto que Josepha de Escurrechea redactó un importante recetario que da cuenta de los “últimos días coloniales en el Alto Perú”. Este texto, que “contiene varias recetas curiosas que podrán desempeñar al más lucido y costoso banquete”, es conocido como el Libro de cocina de doña Josepha de Escurrechea (1776) y representa un documento único que permite acercarse a la historia de la comida en uno de los centros más poderosos y simbólicos del virreinato del Perú. En él se cruzan diversas influencias culinarias que van desde “la cocina medieval española de los siglos XVI y XV, así como distintos platos del menú de la nobleza española de principios del siglo XVIII, incluyendo las recetas de Francisco Martínez Montiño, el cocinero mayor del rey Felipe III”. El original es un manuscrito de 180 páginas encuadernado en cuero, contiene más de 200 recetas de todo tipo y fue editado en 1995 por la historiadora chuquisaqueña Beatriz Rossells, junto a otros recetarios, bajo el título La gastronomía en Potosí y Charcas, siglos XVIII y XIX: En torno a la historia de la cocina boliviana. 
Esta obra nos ha dejado algunos de los testimonios más antiguos de platos típicos que son, hoy en día, íconos de la comida criolla, como la salteña o el chairo. Según Beatriz Rossells, por su “cargamento de especies, el gusto por la combinación de lo dulce y lo salado, el libro de doña Josepha de Escurrechea es un típico documento de la cocina antigua no solamente por la forma de combinar los sabores, sino también por la disposición y el orden de las comidas”.  
Al mismo tiempo, el recetario es un reflejo de “los cambios realizados en la gastronomía española en territorio andino y las adquisiciones, apropiaciones y mezclas de productos” y una muestra de las reglas de urbanidad y buen gusto que regían las formas de sociabilidad de las altas esferas potosinas durante las últimas décadas de la Virreinato.